# Translatewiki.net
Translatewiki.net är en webbaserad översättningsplattform som drivs av Translate-tillägget till MediaWiki. Den kan användas för att översätta olika sorters texter men används vanligtvis för att skapa lokaliseringar av användargränssnitt.
Sidan har ungefär 12 000 översättare och över 5 800 000 sidor från över 60 projekt, bland annat Mediawiki, Open Street Map, Encyclopedia of Life och Mantis Bug Tracker.

## Funktioner

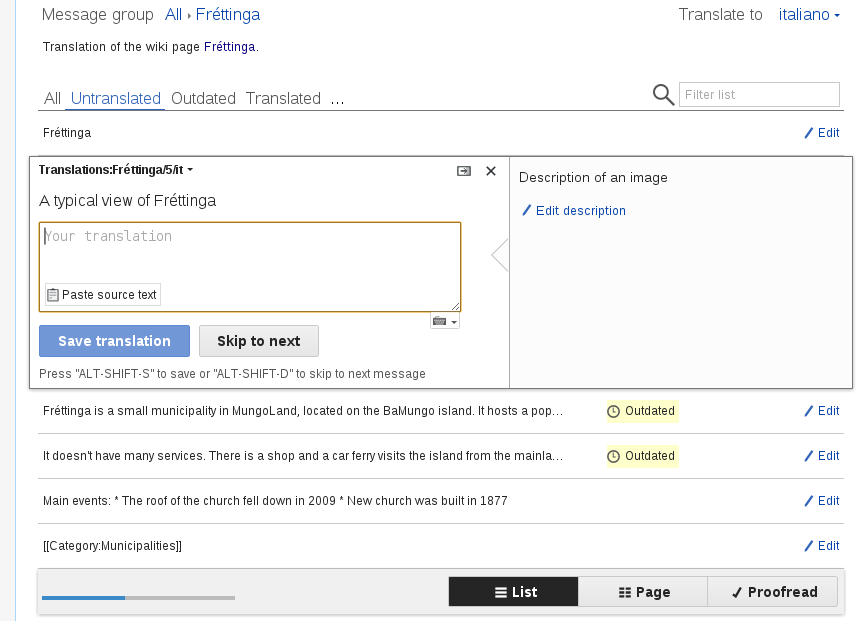
Användargränssnittet, från Översättingsmanualen

Translatewiki.net är en wiki och är därför lätt att gå med i och använda.
Översättningar synkroniseras genom ett versionshanteringssystem och wikisidor.
För MediaWiki på Wikimedia Foundations projekt kan nya översättningar finnas på sidorna inom en dag.
Översättningsredigeraren har diverse funktioner för maskinöversättning, som
- meddelandedokumentation, även kallat "kontext",
- föreslag från ett korpus och maskinöversättning,
- kontrollering av översättningar för vanliga syntaxfel,
- översättningsstatus av meddelanden.

Translatewiki.net är också en Semantisk MediaWiki, och del av den semantiska webben.

## Historia
Translatewiki.net skapades av Niklas Laxström som lokaliseringsplatform för MediaWikis alla språkversioner omkring juni 2006, och hette då Betawiki.
Förutom för översättning utvecklades sidan för att likna en integrerad utvecklingsmiljö för MediaWiki (som då hette Nukawiki), med fokus på förbättring av internationaliseringsfunktioner.
Mot slutet av 2007 började Siebrand Mazeland arbeta med hanteringen av sidan, som flyttades till den nuvarande domänen translatewiki.net.
I april 2008 hade sidan stöd för över 100 språk till MediaWiki och 200 av dess tillägg, vilket gjorde det till "ett av de mest översatta mjukvaruprojekten någonsin", likt FreeCol. Sedan dess, som ett oberoende volontärprojekt, har det uppmärksammats som en stor anledning till MediaWikis framgång, samt Wikimediaprojekten som drivs av det, som Wikipedia på över 280 språk.
Under 2009 förbättrades sidan med hjälp av ett Google Summer of Code-projekt, initierat av Niklas Laxström.
Under 2011 implementerades granskningsverktyg. Under 2012 utökades dess motor för översättningsminne till alla Wikimediaprojekt som använder tillägget Translate.
Under 2013 fick Translate-plattformen en stor moderniseing genom "Translate User eXperience"-projektet, eller "TUX". Saker som uppdaterades är bland annat "navigationsändringar, redigeringsutseende, översättningsområdet, filter, sök och färger."

## Format som stöds
Några av de ursprungsstödda formaten finns nedan. Fler kan läggas till med anpassningar.
- MediaWikis gränssnitt och sidor
- GNU Gettext
- Java-properties
- Android string resources
- INI
- Dtd
- PHP-filer
- JavaScript
- JSON
- PythonSingle
- YAML
- XLIFF (delvis, i beta)
- AMD i18n bundle

## Användningar
- MediaWiki och dess tillägg
- FreeCol
- OpenStreetMap
- Encyclopedia of Life
- MantisBT
- FUDforum
- Wikimedias mobilappar
- pywikibot
- Etherpad
- Kiwix
- Gentoo Linux dokumentation[9][10]
- KDEs dokumentation[11][12]
- Kiwix webbsida
- Joomlas dokumentation
- Pandoras dokumentation
- Simple Machines Forums dokumentation